# Gustavinho (Fußballspieler, August 1993)
Gustavo Alexandre Barbosa do Nascimento (* 31. August 1993 in Poços de Caldas), auch als Gustavinho  bekannt, ist ein brasilianischer Fußballspieler.

## Karriere
Gustavinho spielte von 2012 bis Mitte 2022 bei den brasilianischen Vereinen AA Caldense, EC Santo André, ABC Natal, Anápolis FC, EC Operário de Mafra, EC Taubaté, EC Internacional (SC), Veranópolis ECRC, CS Alagoano, AA Caldense, São Bernardo FC, AD Confiança, Sampaio Corrêa FC, Barra FC (SC), Luverdense EC, CA Penapolense, Joinville EC, Paraná Clube und dem SER Caxias do Sul. Mit dem EC Taubaté gewann er 2015 die Campeonato Paulista Série A3, die Meisterschaft der dritten Liga im Bundesstaat São Paulo. 2017 gewann er mit dem CS Alagoano die Série C. Den Staatspokal von Santa Catarina 2020 gewann er mit dem Joinville EC. Im Juni 2022 ging er nach Asien. Hier unterschrieb er in Thailand einen Vertrag beim Zweitligisten Ayutthaya United FC. Für Ayutthaya bestritt er 18 Ligaspiele. Nach der Hinrunde wurde sein Vertrag im Januar 2023 aufgelöst. Im Februar 2023 kehrte er in seine Heimat zurück. Hier schoss er sich in Itajaí dem Clube Náutico Marcílio Dias an. Für Náutico bestritt er fünf Spiele in der Staatsmeisterschaft von Santa Catarina. Im Sommer 2023 zog es ihn wieder nach Thailand, wo er in Suphanburi einen Vertrag beim Zweitligisten Suphanburi FC unterschrieb. Nach einer Spielzeit, in der er 32 Ligaspiele bestritt, wechselte er zum Ligarivalen Kanchanaburi Power FC. Für den Verein aus Kanchanaburi bestritt er in der Hinrunde 15 Ligaspiele. Hierbei schoss er drei Tore. Ende Dezember 2024 wurde sein Vertrag nicht verlängert. Im Januar 2025 wechselte er zum Drittligisten Navy FC. Mit dem Verein aus Sattahip spielt er in der Eastern Region der Liga. Am Ende der Saison 2024/25 feierte er mit dem Verein die Meisterschaft der Region. Nach acht Ligaspielen wurde sein Vertrag im Sommer 2025 nicht verlängert.

## Erfolge
EC Taubaté
- Campeonato Paulista Série A3: 2015

CS Alagoano
- Série C: 2017

Joinville EC
- Staatspokal von Santa Catarina: 2020

Navy FC
- Thai League 3 – East: 2024/25